# Jan Lipšanský
Jan Lipšanský (* 27. září 1968 Brno) je novinář, scenárista a spisovatel.

## Život
Vystudoval pražskou FAMU, obor scenáristika a dramaturgie. Pracoval a externě stále pracuje v reklamě (Mark/BBDO, JWT aj.), jako redaktor dělal ve Večerníku Praha, časopise Kino, časopise PC World, externě Katolický týdeník, psal a píše pro internetové magazíny (Tiscali, Filmpub, Christnet ad.), nyní je zástupcem šéfredaktora časopisu DiViDi. V letech 1995–1997 dělal PR v České televizi (scenáristická a režijní spolupráce na pořadu Setkání s obrazovkou). Byl hostem pořadu Síto (2002), Na koberečku (2011) nebo Před půlnocí (2012). Je spoluautorem publikace Česká televize a český film 1992 - 1996 (Česká televize, 1996).
Scenáristicky spolupracoval s Českou televizí, převážně redakcí náboženských pořadů (Slovenská lutherská církev v Praze, Bratr Jan Vejnar), spolupracuje i s filmovými amatéry (Ortel, Láska). Vystupoval v pořadech Českého rozhlasu o novinkách v ČT, o novinkách na DVD, namlouvil některé úvahy pro Rádio Vatikán. Byl předsedou Ekumenické poroty na MFF Karlovy Vary 2002.
Knižně publikoval povídky ve sbornících Mysli si svět (Kruh Hradec Králové, 1990), Jak Češi jednají (Milenium Publishing Chomutov 2000), Fantasy 1992 /2002 (Avari/Klub Julese Verna 2003), České srdce pro Jana Pavla II. (Karmelitánské nakladatelství 2005), Brněnská diecéze (1777–2007), Historie a vzpomínky (Brněnské biskupství 2006), sborník literární soutěže Řehečská slepice 2007.
Další povídky (a básně) má v antologiích Místo činu Písek (J & M 2009), Básně pro 13 (Preston Hitech 2013), Město, moře, kuře, stavení (Knihovnička 2015), Literáti na trati V. (Epika 2018), Jablko nepadá daleko od stromu (Město Nová Paka 2020), Literáti na trati VII. (Epika 2020), Návraty (Epika 2022).
Detektivní román Smrt odpadlého bratra vyšel v nakladatelství Fatym, 2005. V roce 2008 vychází v nakladatelství Tribun, Brno sborník úvah Na obranu katolíků a v nakladatelství Nová Forma, České Budějovice sbírka sci-fi povídek Mrtví mohou tancovat. Začátkem roku mu u stejného nakladatelství vychází kniha detektivek Tři minipřípady Jacka Linného, v nakladatelství Akcent pak historický román Deník Václava II. a o další příběh (Jediný den té zimy padal sníh) rozšířené nové vydání Smrti odpadlého bratra. V září 2009 vychází sborník úvah, kritik a recenzí Český film 1990–2007. V roce 2010 vyšla knížka Napoleon ze Šlapanic / Dita měla svátek.
Jeho recenze jsou citovány v knize Miloše Smetany Jan Tříska a jeho dvě kariéry (Nakladatelství XYZ, 2004; 3. rozšířené vydání), v knize Jana Čulíka Jací jsme (HOST Brno 2007), Jana Rejžka Z mého deníčku (XYZ 2005), Petra Štěpánka Ukradená televize (Votobia 2003), Miroslava Graclíka Jiřina Švorcová osobně (XYZ 2010) nebo Jana Buriana Zlaté časy televize (Primus 1996).
Pravidelně se účastní různých literárních soutěží, kde obsadil první místa nebo získal čestná uznání (Ikarie, Amber Zine, Řehečská slepice, Polabský knižní veletrh aj.)
V roce 2011 si vyzkoušel divadelní režii, když pro brněnský amatérský divadelní soubor Amadis režíruje hru Smíšené dvouhry britských autorů.
On-line v létě 2011 vychází na pokračování na Kafe.cz (web Sanomy) detektivka Kdo zabil Elvise Presleyho?. V časopisu Čtyřlístek mu vycházejí Příběhy ze zoo. Překlady jeho povídek do angličtiny společně s dalšími autory vyšly v USA v knize Prague Mysteries.
Od roku 2018 pracuje jako překladatel knih.
Pro Českou televizi v rámci cyklu Cesty víry jako scenárista a režisér natočil dokumenty Páter tramvaják (2021), Ikony - cesta ke světlu (2022), Průvodce židovským Brnem (2022).

## Dílo (samostatné knihy)
- 2005: SMRT ODPADLÉHO BRATRA, ISBN 9788023996920
- 2008: NA OBRANU KATOLÍKŮ, ISBN 9788025421321
- 2008: MRTVÍ MOHOU TANCOVAT, ISBN 9788025423318
- 2009: TŘI MINIPŘÍPADY JACKA LINNÉHO, ISBN 9788087313008
- 2009: DENÍK VÁCLAVA II., ISBN 9788072685608
- 2009: SMRT ODPADLÉHO BRATRA / JEDINÝ DEN TÉ ZIMY PADAL SNÍH, ISBN 9788072685448
- 2009: ČESKÝ FILM 1990 - 2007, ISBN 9788025426692
- 2010: DITA MĚLA SVÁTEK / NAPOLEON ZE ŠLAPANIC, ISBN 9788074530388
- 2011: MRTVÁ Z LETIŠTĚ, ISBN 9788074531651
- 2012: KDO ZABIL ELVISE PRESLEYHO?, ISBN 9788074532009
- 2013: BRIANOVA CESTA, ISBN 978-1-5143-9479-3
- 2014: PRAŽSKÁ NOKTURNA, ISBN 9788087978146
- 2014: OFICIÁLNÍ TISKOVÁ ZPRÁVA Z ORBITÁLNÍ STANICE, ISBN 9788075041234
- 2015: PRAŽSKÁ NOKTURNA, ISBN 9781514179956
- 2015: BRIANOVA CESTA, ISBN 9781514394793
- 2015: OFICIÁLNÍ TISKOVÁ ZPRÁVA Z ORBITÁLNÍ STANICE, ISBN 9788074536489
- 2017: CALELLA NA KONCI SEZÓNY, ISBN 978-1981781928

## Překlady
- Tolkienovi hrdinové (David Day: The Heroes of Tolkien), 2019, ISBN 978-80-7585-171-0
- Tolkienovy bitvy (David Day: The Battles of Toliken), 2019, ISBN 978-80-7585-172-7
- Co se skrývá v lesích (Katya De Becerra: What the Woods Keep), 2020, ISBN 978-80-7585-562-6
- Dívka na neděli (Pip Drysdale: Sunday Girl), 2020, ISBN 978-80-7585-641-8
- Osudný pád (Christina McDonald: The Night Olivia Fell), 2020, ISBN 978-80-7642-522-4
- Neviditelná knihovna 5: Smrtící slovo (Genevieve Cogman: The Mortal Word), 2021, ISBN 978-80-7642-071-7
- Ve tmě jsme všichni stejní (Julia Heaberlin: We Are all the Same in the Dark), 2021, ISBN 978-80-277-0004-2
- Neviditelná knihovna 6: Tajná kapitola (Genevieve Cogman: The Secret Chapter), 2021, ISBN 978-80-7642-562-0
- Mrtvá zóna: Washington Poe 4 (M. W. Craven: Dead Ground), 2022, ISBN 978-80-277-0379-1
- Až za hrob... (Dean Koontz: Devoted), 2022, ISBN 978-80-277-1141-3

## Režie
- Setkání s obrazovkou, 1997 (Česká televize)
- Smíšené dvouhry, 2011 (divadlo)
- Páter tramvaják, 2021 (Česká televize)[12]
- Ikony - cesta ke světlu, 2022 (Česká televize)[13]
- Průvodce židovským Brnem, 2022 (Česká televize)[14]